# Arpella pàl·lida americana
L'arpella pàl·lida americana (Circus hudsonius) és una espècie d'ocell de la família dels accipítrids (Accipitridae). Habita zones humides d'Amèrica del Nord i Central, i les Antilles. El seu estat de conservació es considera de risc mínim.
Ha estat considerat coespecífic de l'arpella pàl·lida comuna.